# Daily Bir Chattagram Mancha
Le Daily Bir Chattagram Mancha (bengali : দৈনিক বীর চট্টগ্রাম মঞ্চ) est un journal de Chittagong, au Bangladesh. Le journal a été publié pour la première fois sous forme d'hebdomadaire en 1997 et, depuis 2000, il fonctionne comme un quotidien. Syed Omar Farooq est le rédacteur en chef fondateur,.
Le 22 août 2004, le journaliste Kamal Hossain, qui travaillait pour l'Ajker Kagoj et le Chattagram Mancha, a été assassiné à son domicile à Manikcchari, où il était correspondant local,.
Au cours d'une période de harcèlement généralisé des journalistes dans la région en 2006, Sukumar Barua (en), reporter de Chattagram Mancha, a été arrêté pendant deux jours jusqu'à ce que des journalistes locaux s'activent pour sa libération. Selon certaines informations, sept journalistes ont été torturés et trente-cinq poursuites judiciaires ont été engagées contre eux par des hommes politiques.
Le journal et son personnel ont été un membre actif de l'Union des journalistes de Chittagong en participant à des programmes et à des grèves symboliques de salaire,.